# Rafael Barrionuevo
Rafael Barrionuevo González (1973-29 de septiembre de 2010) fue un caricaturista, ilustrador, humorista gráfico y columnista peruano. Estudió en la Facultad de Arquitectura y Urbanismo y en la Escuela de Artes de la Universidad Nacional de San Agustín de Arequipa. Falleció víctima de un mal cardiaco el 29 de septiembre del 2010, a los 36 años de edad.

## Obra
Sus artículos de opinión fueron publicados desde 1997 hasta el 2010 en diversos medios escritos peruanos: Diario Arequipa al día, Semanario El Búho, Diarios del Grupo la República, entre otros.
En 1999 empieza su carrera como caricaturista, publicando diariamente caricaturas editoriales en el diario Arequipa al día.
En el 2002 nace “San Quixote”, personaje creado como tira humorística de corte político para el semanario El Búho, San Quixote y su fiel acompañante recorren los vericuetos de la política peruana.
En diciembre de 2006 nace Aguinaldo, el perro calato de la tira “Somos barrio” publicada en el diario El Popular, acompañado de su amigo, un desempleado que se resiste a ser arrastrado por la productividad y por el crecimiento de la economía, pasan sus días sentados en la banca de un parque desde donde ven pasar la vida sin ganas de sumarse a ella.

### Libros publicados
2001 “Prohibido leer, crónica del país que se nos fue”.  Compendio de artículos de opinión publicados en el diario Arequipa al día en la columna “Prohibido leer”  durante la época de la dictadura fujimorista.
2004 “Dios los cría…” compendio de caricaturas publicadas en el diario Arequipa al día.
2009 “San Quixote”  selección de tiras humorísticas publicadas en el semanario El Búho.
2011 “Somos Barrio” publicación póstuma de las tiras publicadas en el diario El Popular